# Sveriges kust

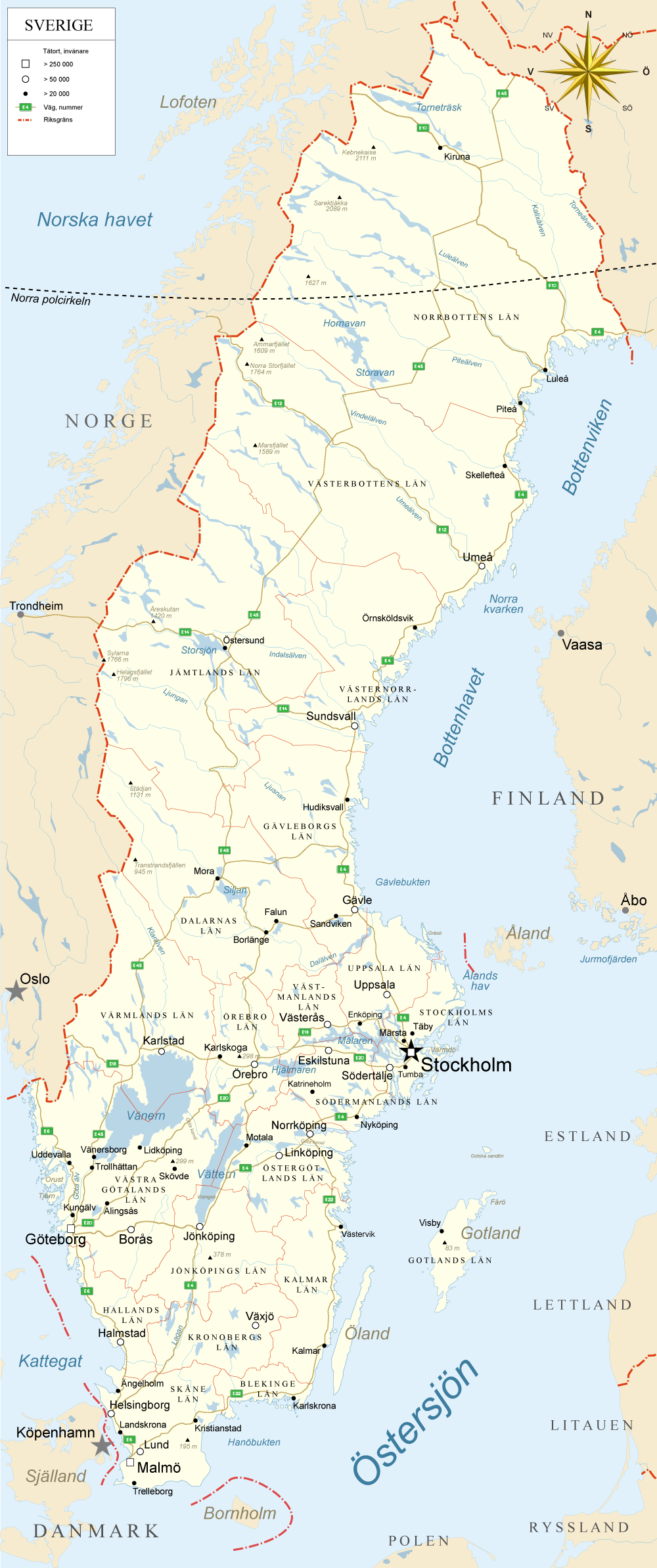
Sveriges kust

Sveriges kust sträcker sig från Haparanda i norr till Strömstad i väster och är med sina 2400 kilometer en av Europas längsta kuster. Kuststräckan gränsar i norr och syd mot Östersjön och i väst mot Kattegatt och Skagerrak.